# F104 (三島由紀夫)
「F104」（エフいちまるよん）は、三島由紀夫の随想的作品。三島が航空自衛隊の戦闘機「F-104」に搭乗し、成層圏を実際に超音速飛行した経験を基に描いたもの。『文藝』1968年2月号に発表された。のち、「太陽と鉄 エピロオグ―F104」のタイトルで、1968年10月に刊行された単行本『太陽と鉄』に収録された。

## 内容・あらまし
「私」（三島）は、肉体の縁と精神の縁、肉体の辺境と精神の辺境だけに、いつも興味を寄せてきた人間だ。「私」には、地球を取り巻く巨きな蛇の環が見え始めた。それは、すべての対極性を、われとわが尾を嚥みつづけることによって鎮める蛇、すべての相反性に対する嘲笑を響かせている最終の巨大な蛇であった。「私」は深淵には興味はなかった。深淵は浅薄だからだ。運動の極みが静止であり、静止の極みが運動であるような領域が、どこかに必ずなくてはならぬと考えた。どこかでより高い原理があり、この統括と調整を企てていなければならないはずだった。「私」は、その原理が死だと考えた。
しかし、「私」は、死を神秘的に考えすぎていると気付く。死の簡明な物理的側面についても考察した。地球は死に包まれており、他ならぬ物理的条件で、上空までは気楽に昇れず、物理的に人を死なすこと極めて稀な、純粋な死がひしめいていると考えた。精神や知性だけが昇って行っても、死ははっきりとした顔をあらわさない。肉体と精神と、二人そろって来なくては受け入れられないのだ。「私」は、自分がその高空へついぞ肉体を伴ってきたことがなく、常に肉体を地上の重い筋肉の中に置き去りにしてきたことを悔いはじめるのだった。
「私」は、ある日、気密室へ入る。15分間の脱窒素、100%の酸素の吸入。そこで「私」は不動で、椅子に縛しめられ、手足も動かすことすらできずただ座っていることになる。「私」は肉体に向かって話しかける。「お前は今日は私と一緒に、少しも動かずに、精神のもっとも高い縁まで行くのだよ」肉体は答える。「書斎のあなたは一度も肉体を伴っていなかったから、そういうことを言うのです」4万フィートで、窒素感はいよいよ高まる。4万1千フィート、4万2千フィート、4万3千フィート、「私」は自分の口に、柔らかな、温かい、蛸のような死を感じるのだ。そこからの突然のフリー・フォール。高度2万5千フィートの水平飛行の間、酸素マスクを外して低酸素症の体験を行う。轟音とともに室内が白い霧に包まれる急減圧の体験。「私」は訓練に合格した。
12月5日、「私」はH基地でF104 016に搭乗する。あの鋭角、あの神速、その一点に自分が存在する瞬間を「私」は久しく夢見ていた。
「私」は、茜色の飛行服を着て、落下傘を身に着ける。「私」は戦闘機の後部座席に乗る。2時28分、エンジン始動。「私」は日常的なもの、地上的なものに、この瞬間に完全に決別し、旅客機の出発時とは比較にならない喜びを体験する。「私」の後ろには既知だけがあり、「私」の前には未知だけがあった。ごく薄い剃刀の刃のような瞬間が成就されるしことを、「私」は待ち焦がれていたのだ。F104は零戦が15分かけて上った1万フィートの上空へたった2分で昇る。＋Gが「私」の肉体にかかる。
F104、銀色の鋭利な男根は、勃起の角度で大空をつきやぶる。その中に一疋、精虫のように「私」は仕込まれていると感じる。Gは神的なものの物理的な強制力であり、陶酔の正反対に位する陶酔、知的極限の反対側に位置する知的極限に違いなかった。
午後2時43分、3万5千フィートで、マッハ0.9の準音速から、音速を超え、マッハ1.15、マッハ1.2、マッハ1.3に至って4万5千フィートへ昇った。沈みゆく太陽は下にあった。このとき「私」は、行動の果てにあるもの、運動の果てにあるものがこのような静止だとすると、まわりの大空も、はるか下方の雲も、雲間に輝く海も、沈む太陽でさえ、「私」の内的な出来事であり、内的な事物であって不思議ではない。私の知的冒険と肉体的冒険はここまで地球を遠ざかれば、やすやすと手を握ることができるのであり、この地点こそが「私」求めてやまぬものだったと感じる。
そのとき、「私」は蛇を見た。巨大というもおろかな蛇の姿を。
操縦士の声が聞こえた。「これから高度を下げて、富士へ向かって、富士の鉢の上を旋回したのち、横転やLAZY8を多少やります。それから中禅寺湖方面を回って帰還します」
すでに高度は2万8千フィートを割っていた。